# 시오자키역
시오자키역(일본어: 塩崎駅, しおざきえき)은 일본 야마나시현 가이시에 있는 동일본 여객철도 주오 본선의 역이다.
1973년부터 무인역으로 운영이 되고 있다.

## 타는 곳
| 1 | ■주오 본선 | 니라사키・고부치자와・가미스와・마쓰모토 방면 |
| 2 | ■주오 본선 | 고후・오쓰키・하치오지・신주쿠 방면           |

## 인접역
| 동일본 여객철도 주오 본선 | 동일본 여객철도 주오 본선 | 동일본 여객철도 주오 본선 |
| ------------------------- | ------------------------- | ------------------------- |
| 류오 다치카와 방면        | ■ 주오 본선 보통          | 니라사키 마쓰모토 방면    |